# Мотив (сотовая связь)
Телекоммуникационная группа «МОТИВ» — российский оператор сотовой связи, работающий в четырёх регионах Уральского федерального округа: Свердловской и Курганской областях, Ханты-Мансийском и Ямало-Ненецком автономном округе. Крупнейший региональный оператор после «Большой Четвёрки» («МТС», «МегаФон», t2 и «Билайн).

## О компании
Сотовая связь в Свердловской области начала активно развиваться с середины 1990-х годов. Компания «Екатеринбургская сотовая связь», работавшая под маркой «Би Лайн», была одним из основных операторов сотовой связи региона. В 2002 году «Би Лайн» начал самостоятельную деятельность, а «Екатеринбургская сотовая связь» создала новую торговую марку «МОТИВ».
В состав телекоммуникационной группы «МОТИВ» входят следующие компании:
- ООО «Екатеринбург-2000» (сотовая и фиксированная связь);
- ООО «Европейско-Азиатские магистрали» (внутризоновая, фиксированная связь и доступ в Интернет);
- ООО «Мобифон-2000» (доступ в Интернет, междугородняя и международная связь) [1].

Также направлениями деятельности группы являются организация IP-VPN, предоставление Контакт-Центра на аутсорсинг.
Ведущим направлением деятельности «Мотива» является направление сотовой связи. Мобильная связь «Мотив» работает на территории 1700 населённых пунктов Свердловской области, в 96 % из них компания предоставляет услуги скоростного мобильного Интернета по технологии LTE.
Услугами сотовой связи «Мотив» пользуются более 2 500 000 абонентов: 2 200 000 абонентов в Свердловской области, 160 000 абонентов в Курганской области, 130 000 абонентов в Ханты-Мансийском автономном округе — Югре и 60 000 абонентов в Ямало-Ненецком автономном округе.
19 апреля 2011 года компанией были выиграны лицензии стандарта GSM-1800 в Курганской области, Ханты-Мансийском АО — Югра и Ямало-Ненецком АО. По условиям конкурса в течение первых трёх лет с даты принятия решения о выдаче лицензии оператор должен покрыть все населенные пункты, численность населения в которых 500 и более человек. Начать предоставление услуг сотовой связи в новых регионах МОТИВ должен был не позднее мая 2013 года. Однако, на новые территории оператор пришёл с опережением графика. Так, в коммерческую эксплуатацию в Курганской области сеть была запущена 1 сентября 2012 года, в ХМАО — 22 октября 2012 года, в ЯНАО — 1 ноября 2012 года.
В сентябре — октябре 2014 года запущена сеть четвёртого поколения в тестовом режиме 4G LTE во всех регионах присутствия. Диапазон: 1800 МГц, Band 3. В начале ноября 2014 года сеть 4G LTE была запущена в коммерческую эксплуатацию во всех 4 регионах присутствия оператора. По состоянию на 01.03.2015 сеть 4G действует в следующих населенных пунктах:
 Свердловская область: Екатеринбург, Алапаевск, Арамиль, Артёмовский, Асбест, Белокаменный, Берёзовский, Верх-Нейвинский, Верхняя Пышма, Верхняя Салда, Ивдель, Ирбит, Исток, Качканар, Каменск-Уральский, Красноармейский, Красноуфимск, Красноуральск, Краснотурьинск, Кушва, Лесной, Нижняя Салда, Нижний Тагил, Нижняя Тура, Невьянск, Новоуральск, Первомайский, Первоуральск, Полевской, Оус, Реж, Рефтинский, Серов, Солдатка, Североуральск, Среднеуральск, Сухой Лог, Черноисточинск, Цементный.
 Курганская область: Курган, Белозерское, Введенское, Далматово, Каргаполье, Катайск, Кетово, Лукино, Сафакулево, Острова, Чистопрудное, Шадринск, Петухово.
 Ханты-Мансийский автономный округ — Югра: Ханты-Мансийск, Аган, Алтай, Алябьевский, Андра, Барсово, Батово, Белоярский, Белый Яр, Берёзово, Варьёган, Выкатной, Высокий, Дорожный, Зеленоборск, Игрим, Излучинск, Кама, Кедровый, Когалым, Коммунистический, Кондинское, Куминский, Лангепас, Локосово, Луговской, Лянтор, Междуреченский, Мегион, Мортка, Нефтеюганск, Нижневартовск, Новоаганск, Нягань, Октябрьское, Пионерский, Покачи, Покур, Полноват, Приобье, Пыть-Ях, Радужный, Русскинская, Светлый, Сергино, Сибирский, Сингапай, Советский, Солнечный, Сургут, Таёжный, Талинка, Тюли, Шапша, Ульт-Ягун, Унъюган, Урай, Урманный, Фёдоровский, Чеускино, Цингалы, Юбилейный, Юганская Обь, Югорск, Ярки.
 Ямало-Ненецкий автономный округ: Салехард, Аксарка, Белоярск, Вынгапуровский (Ноябрьск), Горки, Губкинский, Коротчаево (Новый Уренгой), Лабытнанги, Лимбяяха (Новый Уренгой), Мужи, Муравленко, Надым, Новый Уренгой, Ноябрьск, Панаевск, Пангоды, Правохеттинский, Пурпе (Губкинский), Обской (Лабытнанги), Салемал, Старый Надым (Надым), Уренгой, Фарафонтьевская, Харп, Яр-Сале.
18 февраля 2016 года по результатам электронного аукциона компания «МОТИВ» выиграла право получения лицензий на оказание услуг связи стандарта LTE и последующих его модификаций в полосах радиочастот 2570—2595 МГц, 2595—2620 МГц на территории Свердловской, Курганской и Тюменской областях, а также ХМАО и ЯНАО.
Кроме того, в Екатеринбургском метрополитене также работает сеть 4G LTE на всех станциях.
У компании «МОТИВ» нет 3G.
В декабре 2019 года совместно с испанским MVNO Yolka Mobile был запущен проект Yolka Mobile Евротур — SIM-карты для путешествий в Европу.
22 апреля 2020 года компания МОТИВ запустила безлимитный интернет в качестве опции на конструкторе тарифов «Свой тариф».

## Стандарты
«МОТИВ» предоставляет услуги сотовой радиотелефонной связи на территории Свердловской области: с 1996 по 2010 год — стандарта AMPS/D-AMPS-800; с 2002 года по настоящее время — стандарта GSM-1800. С 2012 года в стандарте GSM-1800 также на территории Курганской области, ХМАО и ЯНАО. С 2014 года по настоящее время 4G LTE, FDD-1800 (Band 3), TDD-2600 (Band 38), с поддержкой технологии VoLTE.
Федеральные номера имеют коды:
- (900)
  - 03х, 04х, 197-199х, 20х, 210х-216х, 375х-379х, 380-389х, 390-399х, 400-404х
- (902)
  - 49х, 59х, 87х
- (904)
  - 16х, 17х, 38х, 54х, 98х
- (908)
  - 609х, 63х, 90х, 91х, 92х
- (950)
  - 19x, 20x, 63x-65x
- (952)
  - 13x, 14x, 725-729x, 73x, 740-744х
- (953)
  - 00x, 039x, 04x, 050-058x, 38x, 60x.
- (977)
  - 20-24x

## Услуги
МОТИВ предоставляет большинство основных услуг сотовой связи стандарта GSM, за исключением UMTS / W-CDMA (отсутствует поддержка 3G):
- GPRS / EDGE / LTE/ VoLTE,
- IVR,
- MMS,
- SMS,
- USSD.

По состоянию на июнь 2012 года технология EDGE внедрена более чем на 99,7 % базовых станций оператора «Мотив» в Свердловской области.

## Зона покрытия
- Свердловская область
- Курганская область[6]
- Ханты-Мансийский АО[7]
- Ямало-Ненецкий АО[8]